# Фонд-музей «Державні скарби» Національного банку України
Фонд-музей «Державні скарби» Національного банку України в Києві заснований 1995 за рішенням Правління Національного банку України на підставі постанови Президії ВР України «Про створення запасу дорогоцінних металів і дорогоцінних каменів в Україні» від 2 грудня 1991. Згідно з нею з метою формування золотовалютного фонду до Державної скарбниці України (заснована Наказом НБУ № 11 від 30 вересня 1991) надходять видобуті й вироблені в Україні дорогоцінні метали, коштовне каміння та вироби з них.
У музейну збірку було виділено рідкісні мінерали, видобуті в Україні, а також вироби із дорогоцінних металів і каміння, що мають значну наукову, історичну і мистецьку цінність. 2000 музей перейменований на Сховище № 1 виробів із дорогоцінних металів, дорогоцінних та напівдорогоцінних каменів, що мають історичну, наукову та художню цінність Державної скарбниці України. Фонди налічують 5,5 тис. одиниць зберігання, систематизованих за такими колекціями:
- нумізматика;
- фалеристика;
- декоративно-прикладне мистецтво (посуд, столове срібло, прикраси, годинники, предмети релігійного й церковного вжитку);
- зброя;
- коштовне каміння;
- банківські метали.

Нумізматичні збірки сховища документують історію розвитку грошового обігу на теренах України від 9 ст. до сучасності, а також представляють іноземні монети різних часів. У колекції декоративно-прикладного мистецтва зібрані вироби, які перебували у вжитку в Україні, у тому числі виготовлені в Києві, Львові, Житомирі, а також ювелірних центрах Росії, Кавказу, Середньої Азії, Близького Сходу, Західної Європи. В експозиції представлені твори відомих російських фірм 19 — початку 20 ст., таких як: Фаберже, Хлєбніков, Сазиков, Губкін; київської фабрики Й.Маршака, західноєвропейських мануфактур. Також експонуються твори сучасних українських ювелірів. Фонд-музей було розроблено і створено за допомогою наукового керівника проекту Гриневич Любов Павлівни.